# Алијароло (Павија)
Алијароло (итал. Aliarolo) је насеље у Италији у округу Павија, региону Ломбардија.
Према процени из 2011. у насељу је живело 47 становника. Насеље се налази на надморској висини од 61 м.